# Georg Joseph August Kollmann
Georg Joseph August Kollmann, auch George (* 13. Dezember 1796 in Würzburg; † 8. März 1839 in Padang auf Westsumatra, Niederländisch-Indien) war ein deutscher Arzt und Botaniker im Dienste der Niederländisch-Ostindischen Armee.
Ein Sohn war Michael Herman Joseph Kollman (1824–1897), hoher Beamter und Pflanzensammler in Indonesien.

## Leben

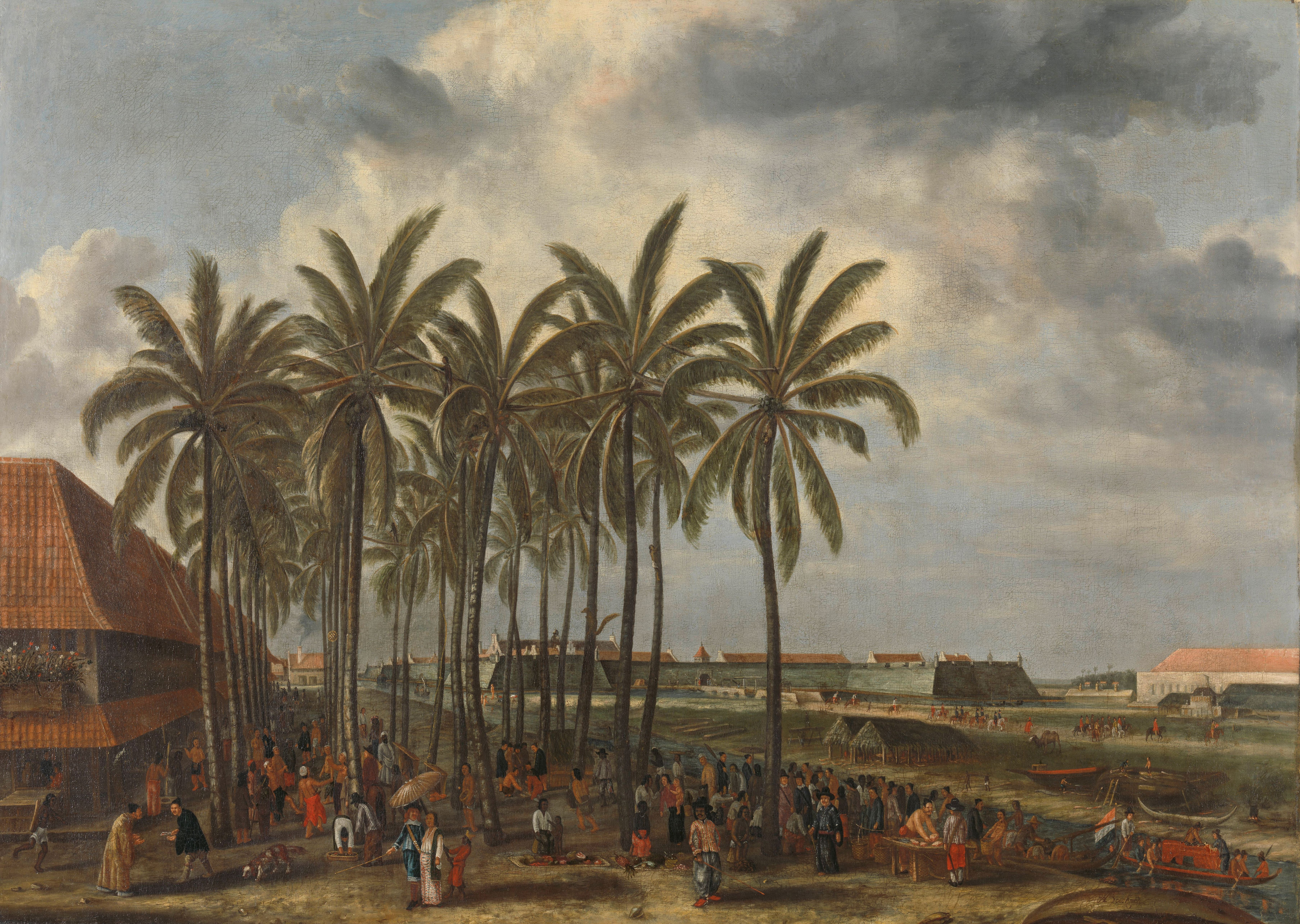
Anblick von Batavia im 19. Jahrhundert

Georg Joseph August Kollmann war das erste Kind des Professors Nikolaus Kollmann und Elisabeth Göbel. Nach seinem vollendeten Medizinstudium in Würzburg und Heidelberg trat er im Jahr 1821 als Chirurg und Truppenarzt in die Niederländisch-Ostindische Armee ein. Er war damals 24 Jahre alt. Im August des Jahres darauf wurde er nach Java eingeschifft, wo er in Buitenzorg (heute Bogor) am 13. Dezember ankam und dort stationiert wurde.
Die ersten 13 Jahre – von 1822 bis 1835 – leistete Kollmann seinen Dienst als Leibarzt der Generalgouverneure von Niederländisch-Indien, die sich in jener Zeit stark abwechselten. Während seiner Zeit regierten die holländische Kolonie der Baron Godert Alexander Gerard Philip van der Capellen (von 1819 bis 1826), Léonard Pierre Joseph Burggraf du Bus de Ghisignies (1826 bis 1830), Hendrik Merkus de Kock (1826 bis 1830), Johannes van den Bosch (1830 bis 1833) und Jean Chrétien Baud (1833 bis 1836).
Kurz nach seiner Ankunft in Java begann Kollmann mit seiner einheimischen Kunstsammlung. 1823 schenkte er eine javanische Steinfigur des hinduistischen Gottes Shiva dem König Ludwig I. von Bayern. Ein Kris (Dolch), sowie ein Säbel (Klewang) und ein Reiskörbchen aus Bambu aus Surakarta, Zentraljava, folgten 1835. Die Objekte wurden Bestandteil der Königlichen Privatsammlungen die als VIII. Abteilung der so genannten "Vereinigten Sammlungen" als "Pheloplastische, indische chinesische und andere Kunstwerke" 1844 im Galerie-Gebäude der Öffentlichkeit zugänglich gemacht. 1869 wurden sie dem Königlichen Hausgut zugeschlagen.
1834 erlebte Kollmann, der den Amtstitel eines kgl. niederländischen Medizinalrates führte, auch das große Erdbeben, dass einen Großteil von Batavia und Buitenzorg zerstörte, einschließlich des 1744 errichteten Prunkpalais, der Residenz der Generalgouverneure, welche erst 1856 wieder aufgebaut werden konnte. Sein Wirken als Arzt in Katastrophen wurde damals besonders unter Probe gestellt.
Neben seiner Tätigkeit als Amtsphysikus und Kunstsammler war Kollmann auch ein renommierter Botaniker, der eine Sammlung mit über 4.200 Gattungen ausgetrockneter Pflanzen angelegt hatte, die er während seines einjährigen Heimaturlaubs in Europa im Juni 1836 der niederländischen Regierung für das Königliche Herbarium in Leiden anbot. Nach seiner Rückkehr wurde er 1837 in die Stadt Padang nach West-Sumatra versetzt, ein dicht am Äquator liegendes Fischerdorf, das vier Jahre zuvor durch das schon erwähnte Erdbeben und den folgenden Tsunami verwüstet wurde. Dort hatte die Wassermasse von über vier Meter Tiefe 200 Menschen in den Tod gerissen.
Kollmann weilte nicht lange in Padang. Er starb infolge einer Tropenkrankheit am 8. März 1839. Kurz nach seinem Tod entschloss sich seine damals 47-jährige Witwe, Anna Josephine Sinner aus Ochsenfurt, Tochter des Würzburger Landgerichts-Arztes Michael Sinner, mit ihren sieben Kindern in ihre Heimat nach Würzburg zurückzukehren. Sie hatte 11 Kinder zur Welt gebracht, von denen aber 4 als Kleinkinder in Südostasien starben. Sie buchte auf einem der üblichen Segelfrachter von Batavia nach Hamburg. Die Fahrt führte damals üblicherweise über Kalkutta, in dessen Hafen ein Teil der Waren umgesetzt und neu zugeladen werden sollte. Doch die Stimmung an Bord wurde immer schlechter und irgendwann ereigneten sich auf dem Hamburger Schiff ernste Zwischenfälle, die schließlich zu einer Meuterei führten. Die aufgelehnte Besatzung übernahm die Kontrolle des Schiffes, woraufhin Anna Kollmann und ihre Kinder schließlich den Hamburger Hafen erst nach einer abenteuerlichen und weit über vier Monate normaldauernde Reise erreichte.
Anna Kollmann hat ihren Mann fast um ein halbes Jahrhundert überlebt. Sie verstarb 92-jährig im Sommer 1886 und hinterließ ein von ihr geführtes Tagebuch über ihr Abenteuer, das im Besitz der Familie ihres Sohnes Oskar Kollmann, dem späteren Kgl. Bezirksarzt in Würzburg, verblieb. Bei der Flucht seiner Erben aus Berlin am Ende des Zweiten Weltkriegs ging es leider verloren.